# プロヴァンス・ラグビー
プロヴァンス・ラグビー（仏: Provence Rugby）は、フランスのエクス＝アン＝プロヴァンスに本拠地を置くラグビーユニオンクラブである。スタジアムはスタッド・モーリス＝ダヴィッド。プロD2（2部）に所属。

## 歴史
1970年、エクスRC（Aix Rugby Club）として創設。
2001年、ペイ・デクスRC（Pays d'Aix Rugby Club）にチーム名変更。
2015年、プロヴァンス・ラグビーにチーム名変更。
2017-18シーズン後にフェデラル1から昇格して以降は、プロD2でプレー。

## スコッド
- ジュリアス・ノスタディト(ドイツ代表)
- トマス・フランシス(ウェールズ代表)
- エンリケ・ピエレット(アルゼンチン代表)
- アイザック・ロッダ(オーストラリア代表)
- ネッド・ハニガン(オーストラリア代表)
- トルニケ・ジャラゴニア(ジョージア代表)
- ジュール・プリソン(フランス代表)
- ジョージ・ノース(ウェールズ代表)

## 歴代所属選手
- ソナ・タウマロロ(トンガ代表)
- ジョー・トゥイネアウ(トンガ代表)
- エウンズ・コツゼ(ナミビア代表)
- マティアス・アグエロ(イタリア代表)
- ジュリアン・バーガー(ベルギー代表)
- タレマイトンガ・トゥアパティ(フィジー代表)
- クリスチャン・ロアマヌ(日本代表)
- ルケ・タンギ(フィジー代表)
- バレンティン・ウルサケ(ルーマニア代表)
- キャンピージ・マアフ(フィジー代表)
- ミハイ・ラザール(ルーマニア代表)
- ヘルマン・ケスレル(ウルグアイ代表)
- アレクサンドル・フランカール(フランス代表)
- ルーカス・デ・コニック(ベルギー代表)
- エロニ・サウ(フィジー代表)